# Kutan (Syria)
Kutan (arab. قوطان) – wieś w Syrii, w muhafazie muhafazie Aleppo. W 2004 roku liczyła 373 mieszkańców.